# Matías Pérez García
Matías Augusto Pérez García (Tartagal, 13 de outubro de 1984) é um futebolista argentino que joga como meia no All Boys, emprestado pela Universidad de Chile.

## Carreira
Começou no Lanús em 2002, onde ficou até 2005, indo para o C.A.I. Chegou ao Talleres em 2006.
Na temporada de 2007, acertou com o Cerro do Uruguai, repassando o para o Atlanta em 2007 e para o Chamois, da França, de 2008 a 2009, todos por empréstimo.
Entre 2009 a 2010, jogou pelo All Boys, onde viveu o melhor momento da carreira, atuando como articulador do time argentino.
Em 2011, acertou com a Universidad de Chile, como novo camisa 10 do clube. Após o Torneo Apertura, acertou sua volta ao All Boys, por empréstimo.

## Estatísticas
Até 26 de fevereiro de 2012.

### Clubes
| Clube                | Temporada         | Campeonato nacional | Campeonato nacional | Copa nacional[a] | Copa nacional[a] | Competições continentais[b] | Competições continentais[b] | Outros torneios[c] | Outros torneios[c] | Total | Total |
| Clube                | Temporada         | Jogos               | Gols                | Jogos            | Gols             | Jogos                       | Gols                        | Jogos              | Gols               | Jogos | Gols  |
| -------------------- | ----------------- | ------------------- | ------------------- | ---------------- | ---------------- | --------------------------- | --------------------------- | ------------------ | ------------------ | ----- | ----- |
| Universidad de Chile | 2011              | 7                   | 0                   | 0                | 0                | 0                           | 0                           | —                  | —                  | 7     | 0     |
| Universidad de Chile | Total             | 7                   | 0                   | 0                | 0                | 0                           | 0                           | —                  | —                  | 7     | 0     |
| Total na carreira    | Total na carreira | 7                   | 0                   | 0                | 0                | 0                           | 0                           | 0                  | 0                  | 7     | 0     |

- a. ^ Jogos da Copa Chile
- b. ^ Jogos da Copa Sul-Americana
- c. ^ Jogos do Jogo amistoso

## Títulos
Universidad de Chile
- Campeonato Chileno (Torneo Apertura): 2011